# Jesús Chousal
Jesús Chousal (7 de abril de 1911, data de morte desconhecida) foi um ciclista chileno que participou de dois eventos nos Jogos Olímpicos de Berlim 1936.